# به رسمیت شناختن اتحادیه‌های همجنسگرایان در مونته‌نگرو
مونته‌نگرو اتحادیه‌های همجنس گرایان را از تاریخ ۱۵ ژوئیه ۲۰۲۱ به رسمیت شناخته‌است. در ماه ژوئیه ۲۰۲۰، پارلمان مونته‌نگرو با ۴۲ رای موافق و ۵ رای موافق لایحه ای را تصویب کرد که برای زوج‌های همجنس اتحاد مدنی را به رسمیت می‌شناسد. اتحاد مدنی شامل بعضی، نه تمام، حقوق و مزایای ازدواج است. این لایحه در تاریخ ۳ ژوئیه ۲۰۲۰ به امضای رئیس‌جمهور میلو جوکانوویچ رسید و درتاریخ ۱۵ ژوئیه ۲۰۲۱ لازم الاجرا گردید.

## زمینه
قانون اساسی مونته‌نگرو در سال ۲۰۰۷، یک سال بعد از استقلال این کشور به تصویب رسید. در اصل ۷۱ قانون اساسی آمده شده: «ازدواج تنها بر اساس رضایتمندی زن و مرد می‌تواند صورت بگیرد. ازدواج باید طبق تساوی زوج‌ها باشد.» این جمله به عنوان عامل ممنوعیت ازدواج همجنس‌گرایان تعبیر شده است.

## مشارکت‌های زندگی
در تاریخ ۱۳ نوامبر ۲۰۱۲، معاون نخست‌وزیر داسکو مارکوویچ این گونه سخن گفت که دولت مونته‌نگرو پیشنهاد نامه ای را حاضر می‌کند که به شکلی یا گونه ای به رسمیت شناختن قانونی زوج‌های همجنس‌گرا عرضه می‌نماید. وزارت حقوق بشر و اقلیت‌ها پیش نویس پیشنهاد نامه ای را برای قانونی نمودن شراکت‌های ثبت گردیده تهیه نمود که بعضی از حقوق، خوبی و کارها و فعالیت‌های ازدواج را واگذار می‌نماید، ولی مشتمل حقوق فرزندخواندگی نمی‌گردد. کلیسای ارتدکس صربستان و جبهه دموکراتیک اعتراض خود را با این پیشنهاد گزارش دادند و خواهان این شدند که این طرح «بهاهای مسیحی و زندگی خانوادگی در مونته‌نگرو را نابود می‌سازد». در تاریخ ۲۷ دسامبر ۲۰۱۸، دولت از قبل از این نویس لایحه حمایت نمود. اگر پذیرفته می‌شد، ۱ سال پس انجام می‌شد. این لایحه در تاریخ ۲۴ ژانویه ۲۰۱۹ به مجلس عرضه گردید و درتاریخ ۲۷ فوریه مورد حمایت کمیته حقوق بشر مجلس واقع گردید. با این شرایط حال، در تاریخ ۳۱ ژوئیه ۲۰۱۹، این لایحه توسط نماینده‌های پارلمان به رهبری جبهه دموکراتیک با ۳۸ رای موافق در مقابل ۴ رای موافق و ۳۹رای ممتنع بسته شد. بیشترین‌ها لازم ۴۱ رای کسب نگردید. حزب دموکرات سوسیالیست‌ها، سوسیال دموکرات‌ها و حزب لیبرال از این کار حمایت نمودند.
در تاریخ ۱۲ دسامبر ۲۰۱۹، دولت چرک‌نویس دوم متشابهی را قبول کرد. در تاریخ ۱۴ ژانویه ۲۰۲۰ به مجلس معرفی گردید. در تاریخ ۱۸ ژوئن ۲۰۲۰، این پیشنهاد نامه مورد حمایت کمیته حقوق بشر پارلمان واقع گردید، و در تاریخ ۱ ژوئیه ۲۰۲۰ با ۴۲رای موافق در مقابل ۵ رای موافق پذیرفته به مجلس رسید. این پیشنهاد نامه توسط حزب دموکرات سوسیالیست‌ها، سوسیال دموکرات‌ها، حزب سوسیال دموکرات (به غیر از یک نماینده)، حزب لیبرال و یک معاون از دی یی ام او اس حمایت گردید. مخالف‌ها (که رای ممتنع دادند)، و همچنین ۳ حزب که اقلیت‌های قومی را نمایندگی می‌نمودند (کرواسی‌ها، بوسنیایی‌ها و آلبانیایی‌ها) با آن مخالفت نمودند. این پیشنهاد نامه در تاریخ ۳ ژوئیه توسط رئیس‌جمهور میلو جوکانوویچ امضا گردید و در تاریخ ۷ ژوئیه ۲۰۲۰ در روزنامه رسمی مونته‌نگرو انتشار یافت. در تاریخ ۱۵ ژوئیه لازم الاجرا گردید و در ۱۵ ژوئیه ۲۰۲۱ قابل انجام گردید. با این شرایط حال، بن‌بست پارلمان بعد از کناره‌گیری وزیر دادگستری ولادیمیر لپوسوویچ از سمت خود در تاریخ ۱۷ ژوئن ۲۰۲۱، و همچنین عدم مدارک لازم توسط ثبت نام کننده‌های بومی، باعث تعویض در ثبت نام زوج‌های همجنس شد. نخستین مشارکت در شهر بودوا میان ۲ زن در ۲۵ ژوئیه ۲۰۲۱ انجام شد. وزیر اداره دولتی
به این زوج تبریک گفت.
نخست‌وزیر داسکو مارکوویچ از پذیرفتن این قانون ابراز علاقه کرد و در توئیتی اینگونه نوشت که این "مسیری گسترده در کرانه ای درست برای جامعه مونته نگرو، بلوغ دموکراتیک و روندهای یکپارچه کردن آن می‌باشد." برابری و حقوق همانند برای کل سنگ بنای ارزش‌های انسانی و اروپایی می‌باشد. من می‌خواهم از جامعه ال جی بی تی ای کیو برای مصاحبه و مشارکت سپاس گذاری نمایم. در مونته‌نگرو اروپایی هیچ محلی برای تبعیض طبق گرایش جنسی موجود نیست." این قانون "مشارکت زندگی" را تشکیل می‌دهد. برای زوج‌های همجنس و پشتوانه کننده بسیاری از حقوق و تعهدهای قانونی از قبیل ارث، سرپرستی، اموال، بازدید از بیمارستان و زندان، محافظت در مقابل خشونت خانگی و نظایر در حالی که این قانون حقوق کامل فرزندخواندگی را به رسمیت نمی‌شناسد، ولی این قانون به شریک زندگی مشترک اجازه می‌دهد تا در باره فرزندان بیولوژیکی طرف معارض در شرایط ضروری تصمیم‌گیری نماید و به شریک‌های زندگی همان حقوقی را که زوج‌های متأهل در مورد اختلاف‌ها بر سر حمایت از آنان واگذار می‌نماید، واگذار می‌کند.